# Lago Cingino
Il Lago Cingino è un bacino artificiale in comune di Antrona Schieranco, in provincia del Verbano-Cusio-Ossola. È uno dei cinque bacini all'interno di un complesso idroelettrico nella Valle Antrona

## Storia

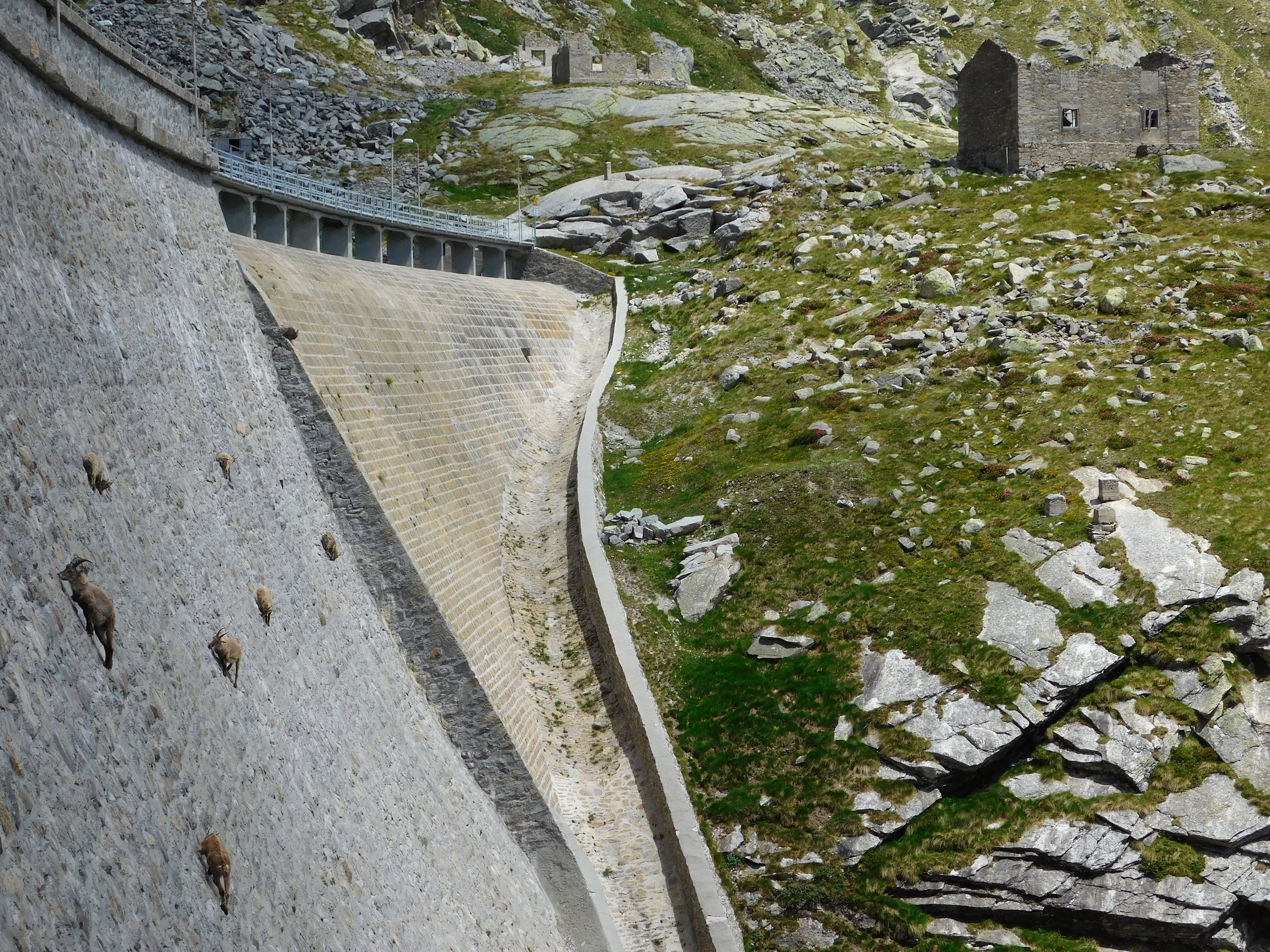
Stambecchi sulla diga del Cingino

Il lago venne ottenuto sbarrando un pianoro dove già in passato si trovava un piccolo lago glaciale. La diga fu edificata tra il 1925 e il 1930, in pietrame con malta cementizia: è alta 46 metri ed è lunga 152 metri. Ha una capacità massima di 4.520.000 m3 di acqua. Il serbatoio ha una superficie di 0,14 km² ed è a 2250 m sul livello del mare; è del tipo a gravità. Il bacino alimenta la centrale idroelettrica di Campliccioli.

## Caratteristiche
Il lago si trova ad una quota di 2229 m, alla testata della Valle Antrona; si trova in una piccola conca dominata dalla Punta di Saas e dei Pizzi Cingino.